# Purus (tiểu vùng)
Purus là một tiểu vùng thuộc bang Amazonas, Brasil, Brasil. Tiều vùng này có diện tích 187373 km², dân số năm 2007 là 68069 người.